# Tony Cavanagh
Anthony Cavanagh, meglio conosciuto come Tony (1949 – 2 agosto 2003) è stato un calciatore nordirlandese, di ruolo attaccante.

## Caratteristiche tecniche
Era un'ala sinistra, molto abile nel controllo di palla e nel dribbling, che nonostante l'atteggiamento rilassato riusciva ad eccellere e mostrare le sue doti tecniche anche nelle sfide più fisiche.

## Carriera
Ha iniziato la carriera nel Glentoran, con cui vinse la Irish League 1971-1972. Con i Glens giocò anche due incontri nella Coppa UEFA 1971-1972.
Nella primavera del 1973 si spostò nella vicina Irlanda per giocare nel Dundalk, chiamato con i conterranei Joe McAleavey e Gerry Brammeld a risollevare una stagione non esaltante per i Lilywhites. Nonostante le buone prestazioni la stagione si concluse al tredicesimo e penultimo posto.
Poco utilizzato dall'allenatore John Smith, trovò molto più spazio con l'arrivo in panchina di Jim McLaughlin, tanto da venir scelto al termine del campionato 1974-1975 come giocatore dell'anno.
Nell'estate 1975 si trasferisce temporaneamente negli Stati Uniti d'America per giocare nella NASL, con i Philadelphia Atoms. 
Con gli Atoms fu tra i giocatori più impiegati ma non riuscì a superare la fase a gironi del torneo nordamericano.
Ritornato al Dundalk, vince il campionato nel 1975-1976 e l'anno seguente la FAI Cup 1976-1977. Con il Dundalk giocò in totale 113 incontri, giocando anche tre incontri nelle competizioni europee.
All'inizio del campionato 1977-1978 a causa di un litigio lasciò il Dundalk per accasarsi allo Sligo Rovers, voluto dall'allenatore Billy Sinclair, rimanendovi sino al 1980.
Chiusa la carriera al Waterford con una sola apparizione nella stagione 1980-1981.

## Palmarès

### Competizioni nazionali
- Irish League: 1

Glentoran: 1971-1972
- League of Ireland: 1

Dundalk: 1975-1976
- FAI Cup: 1

Dundalk: 1976-1977